# 塞西莉亞·瓦薩
塞西莉亞·瓦薩（瑞典語：Cecilia Vasa，1540年11月16日—1627年1月27日），巴登-羅德馬亨藩侯夫人，瑞典國王古斯塔夫·瓦薩的女兒。

## 家庭
1564年，塞西莉亞和巴登-羅德馬亨藩侯克里斯托夫二世結婚，兩人共有四個兒子：
1. 愛德華（1565年—1600年）
2. 克里斯托夫（1566年—1609年）
3. 腓力三世（1567年—1620年）
4. 卡爾（1569年—1590年）